# آب‌انبار سروش جیوه
آب‌انبار سروش جیوه مربوط به دوره پهلوی است و در شهرستان یزد، بخش مرکزی، بلوار باهنر، کوچه ولی عصر واقع شده و این اثر در تاریخ ۲۷ بهمن ۱۳۸۷ با شمارهٔ ثبت ۲۴۷۴۵ به‌عنوان یکی از آثار ملی ایران به ثبت رسیده است.